# 吉田正男

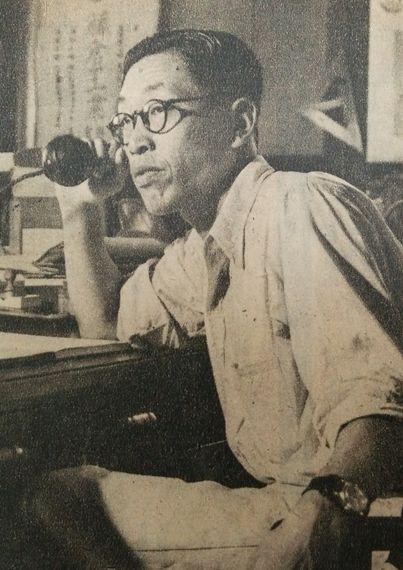
1947年，吉田正男

吉田正男（よしだ まさお，1914年4月14日—1996年5月23日），出生在愛知縣一宮市，是活耀於昭和初期的高校野球、大學野球及社会人野球的一名選手，守備位置為投手、外野手。
最著名的事蹟是在昭和6年（1931年）到昭和8年（1933年）於夏季甲子園大會以完投之姿帶領著中京商業學校（現中京大學附屬中京高等學校）達成3連霸的紀錄，更以23勝的紀錄成為甲子園史上最多勝。
高中畢業後進入明治大學就讀，大學畢業後則任職於藤倉電線，以社會人身份繼續活耀於都市對抗棒球賽中。
1964年，擔任中日新聞的棒球球評。
1992年，入選日本野球殿堂。
1996年5月23日，因胃癌逝世，享壽82歲。

## 經歷
- 中京大學附屬中京高等學校野球部
- 明治大學硬式野球部
- 藤倉電線

## 甲子園成績23勝3敗
- 1931年，第17屆夏季甲子園大會率中京商以 4 - 0 擊退嘉義農林，贏得「優勝」（冠軍）。
- 1932年，第18屆夏季甲子園大會，中京商4x - 3 松山商（延長11回）；贏得「優勝」（冠軍）。
- 1933年，第19屆夏季甲子園大會，中京商2 - 1 平安中；贏得「優勝」（冠軍）。在準決勝（爭奪參加冠亞軍資格賽，前四強），中京商以1 - 0 擊退明石中（延長25回）吉田正男用336球完封勝，創甲子園賽事投球量記錄；賽時共4小時55分，創甲子園賽事最長記錄。

## 相關
- 《KANO》（2014年電影）：張鎧嚴飾演 吉田正男